# Live in London (Periphery)
Live in London è il primo album dal vivo del gruppo musicale statunitense Periphery, pubblicato il 13 novembre 2020 dalla 3DOT Recordings.

## Descrizione
Contiene l'intera esibizione che il gruppo ha tenuto a Londra durante la tournée volta a supportare il loro sesto album Periphery IV: Hail Stan. Secondo quanto spiegato dal chitarrista Jake Bowen, la città è sempre stata tra le preferite dai Periphery nei concerti passati, portando la formazione a registrare questo concerto. Al fine di promuovere il disco, il 23 ottobre 2020 la versione dal vivo di Marigold è stata pubblicata come singolo.
Il 19 marzo 2021 la Century Media Records ha reso disponibile l'album nel formato doppio vinile.

## Tracce
1. Reptile – 18:16
2. Chvrch Bvrner – 3:46
3. Remain Indoors – 6:14
4. Follow Your Ghost – 6:40
5. Scarlet – 4:50
6. Marigold – 6:18
7. It's Only Smiles – 5:08
8. Psychosphere – 5:52
9. Blood Eagle – 9:28
10. Lune – 7:47

## Formazione
Gruppo
- Jake Bowen – chitarra
- Matt Halpern – batteria
- Mark Holcomb – chitarra
- Misha Mansoor – chitarra
- Spencer Sotelo – voce

Altri musicisti
- Plini – assolo di chitarra (traccia 1)
- Jakub Zytecki – chitarra aggiuntiva (traccia 1)

Produzione
- Ronnie Young – ingegneria del suono, missaggio
- Ermin Hamidovic – mastering